# 파스쿠찌
파스쿠찌(Pascucci)는 이탈리아의 커피 체인이다.

## 역사
에스프레소의 고향인 이탈리아에서 출발 카페 파스쿠찌가 처음 등장한 것은 19세기 말, 안토니오 파스쿠찌에 의해 몬테펠트로에서 시작되었으며, 아들인 마리오 파스쿠찌가 원두를 주석냄비에 볶아 새로운 맛과 향을 만드는 실험을 성공시키면서 본격적인 사업을 전개했다. 파스쿠찌는 몬테체리뇨네 지역을 거점으로 확산하였고, 1946년에 접어들면서 장비를 이용한 에스프레소 추출법을 업계 최초로 도입했으며, 로스팅 기계의 도입과 생산 라인을 구축함으로써 생산량 확대 및 고품질 원두생산이 가능한 환경을 마련했다.

## 대한민국의 파스쿠찌

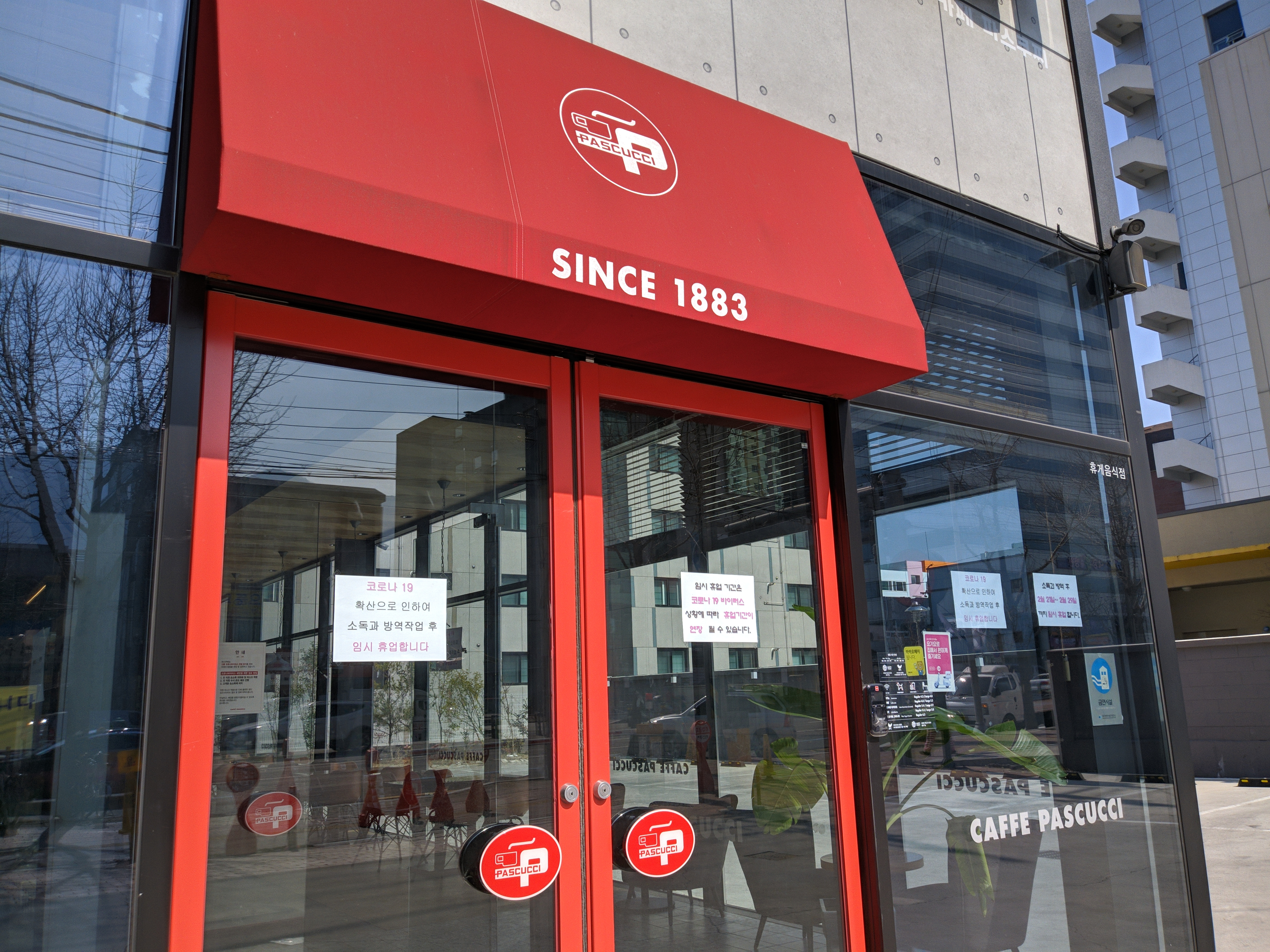
파스쿠찌 대구대명역점

대한민국에서는 SPC그룹에서 위탁운영하고 있다. 2002년 3월 서울 홍대점을 시작으로, 2022년 기준으로 대한민국 내에서 543개 매장을 운영중이다. 한국에서는 지난 2001년 식품전문기업인 SPC그룹의 계열사 (주)파리크라상이 파스쿠찌 이탈리아 본사와 브랜드 도입 계약을 맺은 이후 지금까지 성공적으로 발전해 왔다.

## 같이 보기
- 파리크라상
- 잠바주스
- 던킨 도너츠
- 배스킨라빈스